# Tarachodes rhodesicus
Tarachodes rhodesicus es una especie de mantis de la familia Tarachodidae.

## Distribución geográfica
Se encuentra en Zimbabue.